# Бойчо Иванов
Бойчо Иванов Драганов (Велко) е български политик от БКП.

## Биография
Роден е на 2 октомври 1905 г. в шуменското село Драгоево или 1909. Завършва средното педагогическо опитно училище в Шумен през 1929 г. След това учителства до 1934 г. Като учител е активен в профопозицията арестуван и лежи в затвора до 1937 г. От 1937 до 1944 г. е секретар на ОК на БКП в Преслав. През 1938 г. е арестуван след провал на нелегална партийна конференция в Горна Кадба, но впоследствие освободен поради липса на доказателства. Заради поведението си в полицията е наказван след 9 септември 1944 г., но наказанието е отменено. През 1942 г. е интерниран в Момчилград, откъдето излиза в нелегалност. През май 1943 г. става партизанин и политкомисар на Преславската партизанска чета, която е първата партизанска чета в Шуменско. Впоследствие е командир на партизански отряд „Август Попов“. След 9 септември 1944 г. става околийски управител на Преслав. След това работи в Окръжния комитет на БКП в Преслав. През 1962 г. става председател на Окръжния комитет на ОФ в Шумен. От 1966 г. е член на Централната контролно-ревизионна комисия на БКП. Награждаван е с орден „Георги Димитров“. Умира през 2000 г.